# Jörg B. Ressel
Jörg Bernhard Ressel (* 1953) ist ein Holzwissenschaftler und Hochschullehrer am Institut für Holzwissenschaften der Universität Hamburg.

## Leben und Wirken
Ressel absolvierte von 1976 bis 1981 das Diplomstudium der Holzwirtschaft an der Universität Hamburg (Diplomarbeit: Vergleichende Energieverbrauchsmessungen an Furniertrocknern). Zwischen 1981 und 1984 erfolgte die Promotion zum Dr. rer. nat. am Arbeitsbereich Holzphysik und mechanische Technologie des Holzes, Fachbereich Biologie, Universität Hamburg mit dem Thema „Untersuchungen über den Energieverbrauch bei der technischen Schnittholztrocknung und Möglichkeiten zu dessen Verringerung“.
Von 1984 bis 1985 war er wissenschaftlicher Mitarbeiter an der Bundesforschungsanstalt für Forst- und Holzwirtschaft und mit der Erstellung der Energieanalyse der Holzindustrie der Bundesrepublik Deutschland befasst.
Von 1986 bis 1988 wirkte Ressel als Leiter der Forschungsabteilung bei der Trockner- und Anlagenbaufirma Brunner-Hildebrand GmbH.
In der Zeit von 1988 bis 1992 war er als Projektleiter für EU-Projekte und technischer Berater für die holzbe- und verarbeitende Industrie in Skandinavien beim Danish Teknologisk Institute (DTI) beschäftigt.
Er war von 1992 bis 1998 Professor an der Fachhochschule Rosenheim mit Schwerpunkten in den Bereichen Eigenschaften von Holz und Holzwerkstoffen, Verfahrenstechnik und Unternehmensplanung. Lehraufträge und Forschungsarbeiten führten zu Auslandsaufenthalten in SO-Asien und Kanada.
1988 erhielt Ressel den Ruf als Professor auf den Lehrstuhl für Holzphysik am heutigen Institut für Holzwissenschaften der Universität Hamburg. Ressel vertrat den Bereich Holzwirtschaft bis zu seiner Versetzung in den Ruhestand im Frühjahr 2019 in verschiedenen Gremien im Fachbereich Biologie der Universität Hamburg, zuletzt als Geschäftsführender Direktor des Zentrums.
Nach dem Ausscheiden als aktiver Hochschullehrer wirkt er weiterhin im Rahmen einer Fachvertretung im IHW sowie als Gastprofessor an der TUHH (Institut für Angewandte Bautechnik) und der HCU Hamburg.

## Publikationen: Buchbeiträge
- Energieanalyse der Holzindustrie der Bundesrepublik Deutschland. BMFT-Forschungsbericht PLE/5/DV, O3E-8573-A. Hamburg: Bundesforschungsanstalt für Forst und Holzwirtschaft 1985.
- mit R. Brunner (Ed.): Die Schnittholztrocknung. Praktischer Leitfaden zur Holztrocknung. Brunner-Hildebrand GmbH 1986.
- mit H. Sixta (Ed.): Handbook of pulp. Wiley-vch. Abschnitt: Wood yard operations 2006
- mit M. Kaltschmitt,H. Hartmann, H. Hofbauer: Energie aus Biomasse: Grundlagen, Techniken und Verfahren. Springer  Vieweg. Abschnittsweise Einzelbeiträge, 2016.

Solbrig, K.; Frühwald, K.; Ressel, J. B.; Schillinger, B.; Schulz, M. – Radiometric investigation of water vapour movement in wood-based composites. MLZ Annual report 2013 (2014) S. 76–77
Solbrig, K., Frühwald, K., Ressel, J. B., Mannes, D., Schillinger, B., & Schulz, M. (2015). Radiometric investigation of water vapour movement in wood-based composites by means of cold and thermal neutrons. Physics Procedia, 69, 583–592
Sadlowsky, B.; Ressel, J.B.; Reimers, W.; Köstner, V. – Vorhersagbarkeit des Leistungsvermögens von Schachteln aus Wellpappe (Typ FEFCO 0201) mithilfe des ECT-Langzeitwertes. Holztechnologie 55(2014)2: 38 – 43
Köstner, V., Ressel, J. B., Sadlowsky, B., & Böröcz, P. (2017). Individual Test Rig for Measuring the Creep Behaviour of Corrugated Board for Packaging. Acta Technica Jaurinensis, 10(2), 148–156
Köstner, V., Ressel, J. B., Sadlowsky, B., & Böröcz, P. (2018). Measuring the creep behaviour of corrugated board by cascade and individual test rig. Journal of Applied Packaging Research, 10(1), 4.
Köstner,V.; Hiller, B.; Ressel, J. B.; Sadlowsky, B. (2018). Simulation des Kriechverhaltens von Verpackungen aus Wellpappe. Holztechnologie 59 (2018)3: 40–48